# Soleil (cantante)
Soleil Bermart (Buenos Aires, 7 de mayo de 1983), más conocida como Soleil, es una cantante, compositora y disc-jockey argentina. Su sencillo «Pa' la calle» ocupó la posición número 31 de la lista Billboard Latin Pop Airplay y «No me arrepiento», su colaboración con el artista dominicano Maffio, escaló hasta la posición número 29 en la misma lista.

## Biografía
Soleil nació en Buenos Aires, Argentina el 7 de mayo de 1983. Tras formarse académicamente en la Universidad Católica y en la Universidad de Belgrano, decidió mudarse a la ciudad de Miami, Florida para iniciar una carrera como cantante. Inicialmente tuvo que desempeñar varios oficios antes de convertirse en DJ de música electrónica. Luego de trasladarse a Nueva York conoció al mánager Johnny Falcones -reconocido por su trabajo con artistas como La India, Celia Cruz y Marc Anthony-, con quien inició una relación sentimental. Con su ayuda, Soleil publicó «Despertaré», canción que contó con un remix en versión salsa en la que participó el popular cantante puertorriqueño Tito Rojas.
A comienzos de 2018 publicó su segundo sencillo con la colaboración del artista dominicano de música urbana Maffio, titulado «No me arrepiento», cuyo vídeoclip protagonizó el actor puertorriqueño Luis Guzmán. El 23 de marzo, la canción escaló hasta la posición número 29 en la lista Billboard Latin Pop Airplay, donde se mantuvo durante once semanas consecutivas. Ese año realizó su primera gira estadounidense, visitando algunas ciudades como Boston, Miami y Washington D. C., además de realizar presentaciones en países como Puerto Rico, Venezuela, Colombia, Argentina, Ecuador y República Dominicana.
Luego del lanzamiento de su primer álbum larga duración, titulado Domino Effect, el 12 de julio de 2019 su sencillo «Pa' la calle» ocupó la posición número 31 en la lista Latin Pop Airplay, donde permaneció durante nueve semanas. Ese mismo año participó en el evento Calibash Las Vegas en el T-Mobile Arena de la ciudad de Nevada, donde compartió escenario con Maffio. En 2020 grabó «La vida es un carnaval», una versión de la popular canción de la artista cubana Celia Cruz.

## Discografía

### Álbumes
| Año  | Título        | Notas |
| ---- | ------------- | ----- |
| 2018 | Domino Effect |       |

### Sencillos
| Año  | Título                   | Notas          |
| ---- | ------------------------ | -------------- |
| 2017 | «Despertaré»             |                |
| 2017 | «Despertaré» remix       | Con Tito Rojas |
| 2018 | «No me arrepiento»       | Con Maffio     |
| 2019 | «Pa' la calle»           |                |
| 2020 | «La vida es un carnaval» |                |
| 2021 | Voy Voy Voy              |                |
| 2021 | Cuando tú                |                |